# 南四日市駅
南四日市駅（みなみよっかいちえき）は、三重県四日市市日永東三丁目にある、東海旅客鉄道（JR東海）・日本貨物鉄道（JR貨物）関西本線の駅である。駅番号はCJ12。
関西本線の運行形態の詳細は「関西線 (名古屋地区)」を参照。

## 概要
名古屋駅と亀山駅を結ぶJR関西本線の中間駅のひとつで、四日市市の南部に位置する。周囲には規模の大きい工場が点在し、旅客のほかにも工場向けの貨物を取り扱う役割を長年担っていた。日本国有鉄道（国鉄）時代の1963年（昭和38年）に開業。1987年（昭和62年）の分割民営化で旅客営業はJR東海、貨物営業はJR貨物が担当するという現在の形態に変わった。
関西本線の四日市駅・河原田駅間には、河原田駅と津駅を結ぶ伊勢鉄道伊勢線に直通する同社の普通列車も停車する。この伊勢線は、1973年（昭和48年）の開業時はこの南四日市を起点としていたが、1987年（昭和62年）に国鉄から伊勢鉄道へ移管された際に河原田起点に変更された。
伊勢鉄道の駅番号は当駅には付けられていないが、改札口の脇（構内）にかつて伊勢線が当駅起点だった名残で伊勢線の0キロポストが建てられている。
例年、四日市始発のF1臨時快速列車が当駅で側線に入り、快速みえを待避することがある。

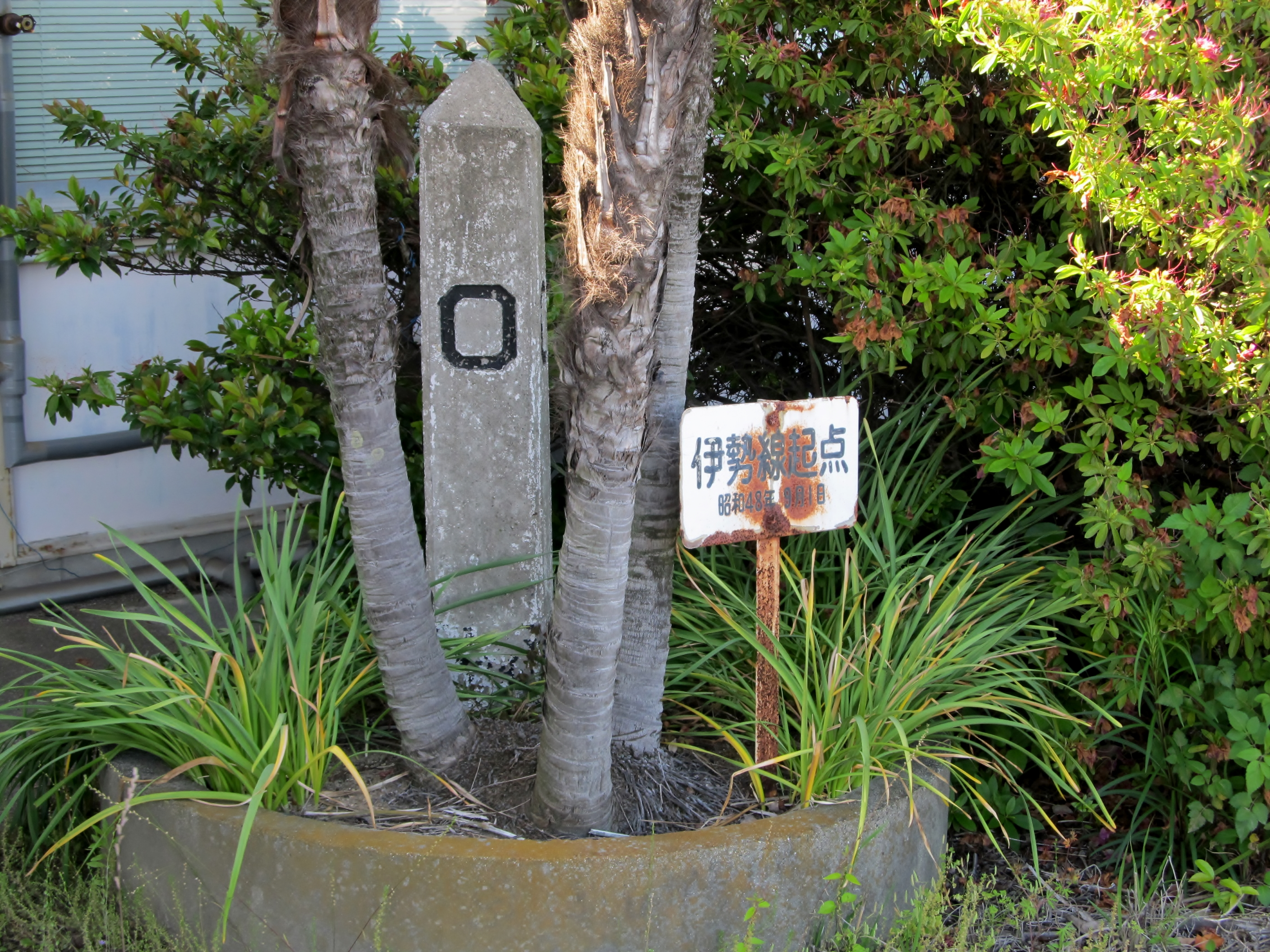
伊勢線0キロポスト（2024年5月）

## 歴史
- 1928年（昭和3年）7月1日：鉄道省関西本線の四日市・河原田間に日永信号場（ひながしんごうじょう）開設[1]。
- 1934年（昭和9年）9月20日：専用線発着貨物の取り扱いを開始[1]。
- 1963年（昭和38年）10月1日：日永信号場が駅に昇格し南四日市駅が開業、旅客の取り扱いを開始[1]。
- 1966年（昭和41年）10月1日：専用線発着の発送コンテナ貨物の取扱いを開始。
- 1973年（昭和48年）9月1日：国鉄伊勢線が、南四日市・津間で開業[2]。
- 1975年（昭和50年）7月1日：コンテナ貨物の取り扱いを廃止[1]。
- 1987年（昭和62年）
  - 3月27日：国鉄伊勢線が伊勢鉄道に転換、同時に起点を河原田駅に変更[2]。
  - 4月1日：国鉄分割民営化に伴い、東海旅客鉄道（JR東海）・日本貨物鉄道（JR貨物）が継承[1]。
- 1992年（平成4年）11月：みどりの窓口営業開始[3]。
- 1993年（平成5年）9月1日：コンテナ貨物の取り扱いを再開[1]。
- 2011年（平成23年）
  - 3月12日：この日のダイヤ改正で、定期貨物列車の設定がなくなる。
  - 4月1日：簡易委託終了により無人化。
- 2018年（平成30年）5月31日：JSR発送の臨時貨物列車の発着が終了。
- 2019年（平成31年）3月2日：ICカード「TOICA」の利用が可能となる[4]。

## 駅構造
ホームが地面に接する地上駅である。
ホームは、その両側を線路が挟み込む島式ホームという形式である。ホームの西側が1番線、東側が2番線であり、1番線に四日市・名古屋方面行きの上り列車、2番線に亀山・津方面行きの下り列車が発着する。ホームのある上下本線の他に、ホームのない副本線1本や複数の側線がある。駅舎は構内西側にあり、ホームとは構内踏切で連絡している。
亀山駅管理の無人駅である。以前は自動券売機とJR貨物委託によるJR全線きっぷうりばがあったが、のちに東海交通事業による簡易委託駅となり、2011年（平成23年）3月31日をもって簡易委託は終了し無人化された。トイレあり。

### のりば
| 番線 | 路線        | 方向 | 行先               | 備考                     |
| ---- | ----------- | ---- | ------------------ | ------------------------ |
| 1    | CJ 関西本線 | 上り | 四日市・名古屋方面 | 伊勢鉄道からの列車を含む |
| 2    | CJ 関西本線 | 下り | 亀山・津方面       | 伊勢鉄道直通列車を含む   |

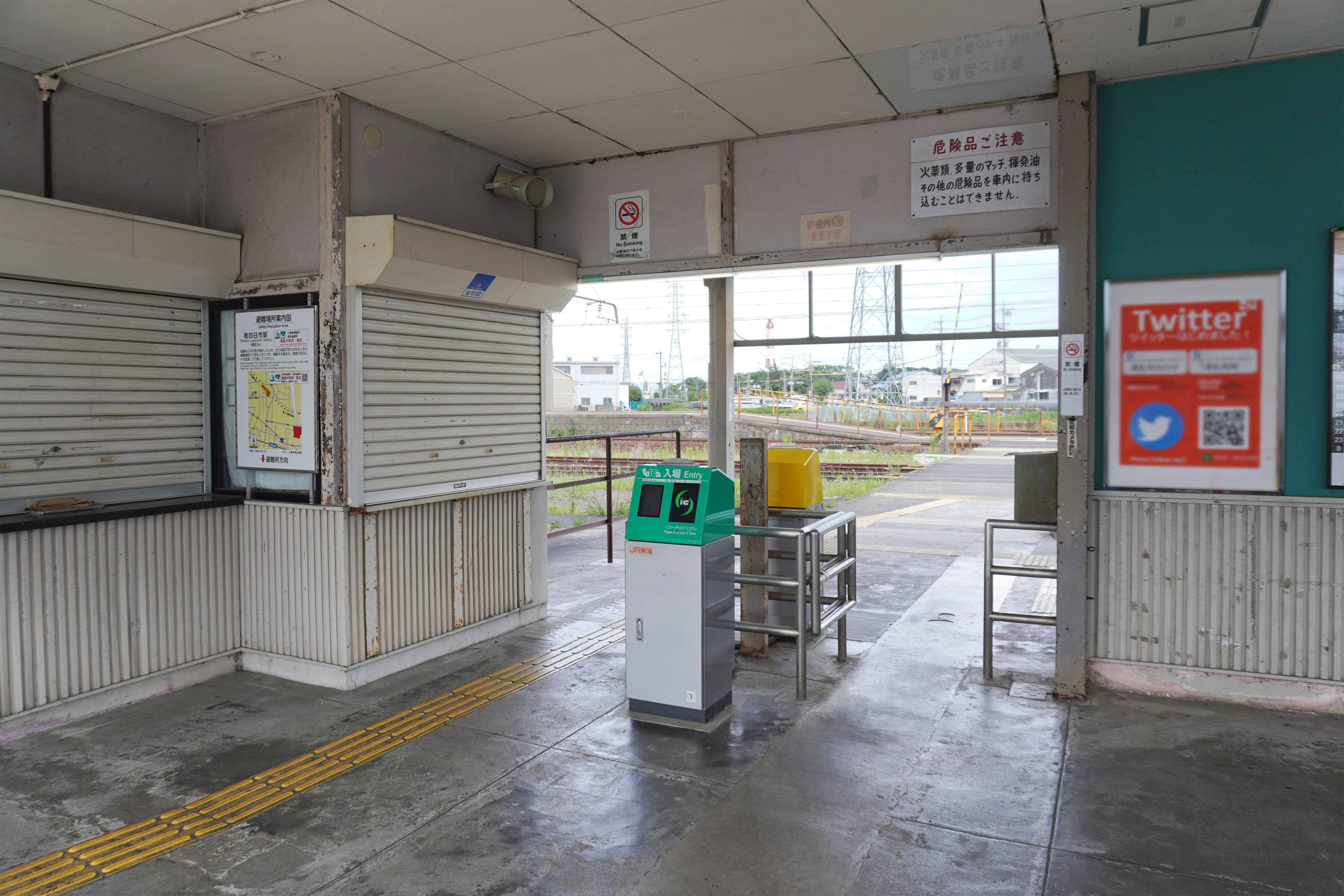
改札口（2023年7月）
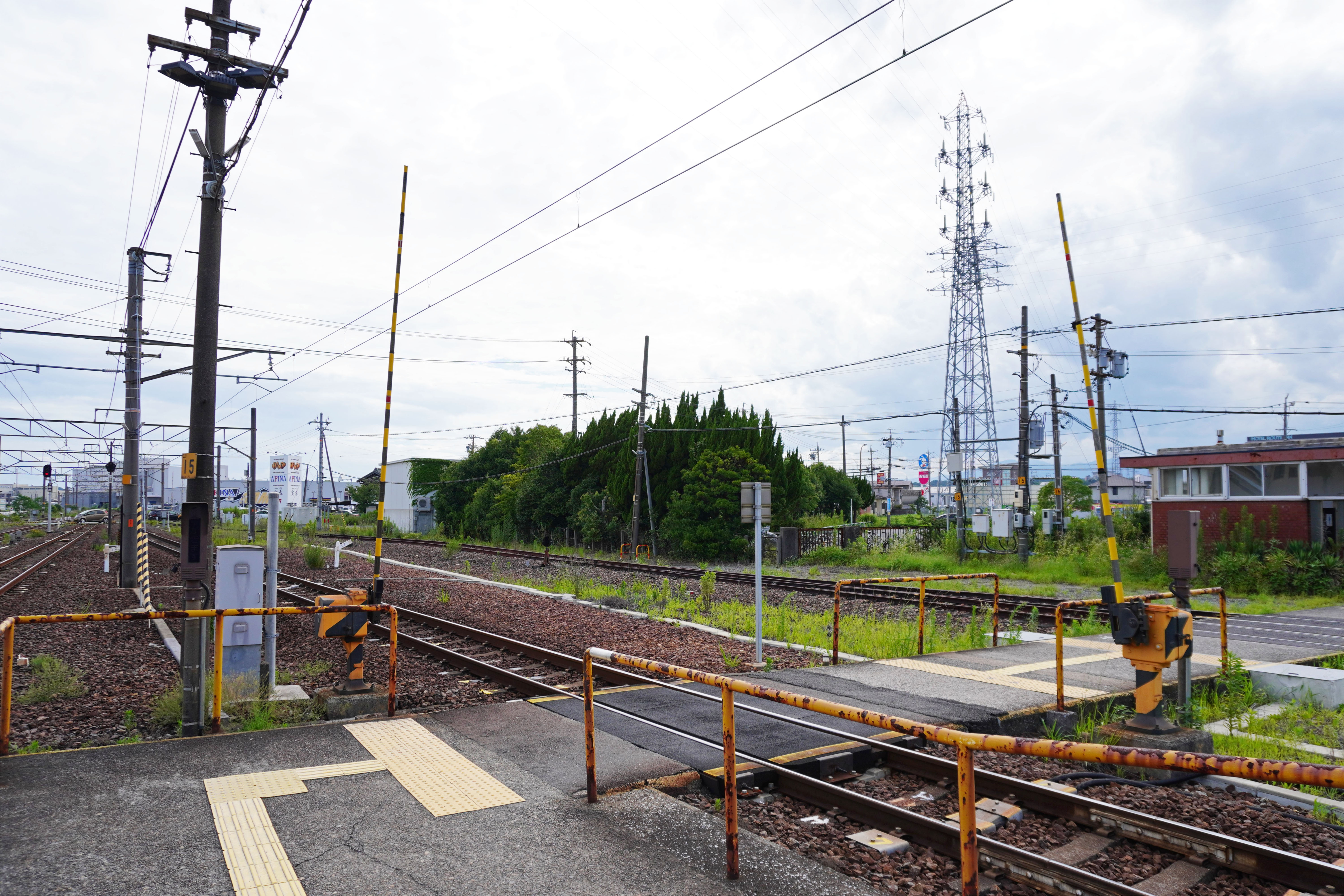
構内踏切（2023年7月）
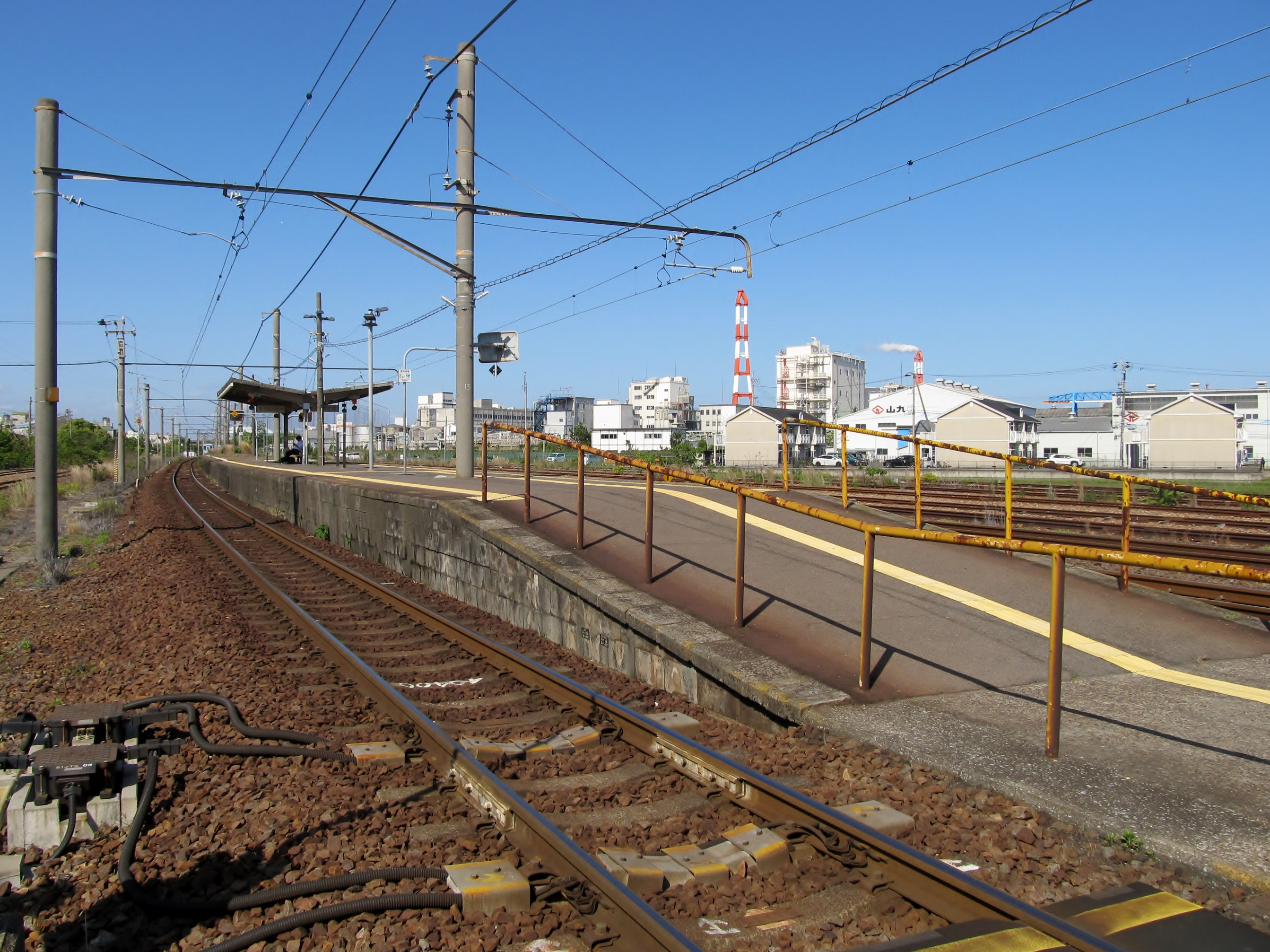
ホーム（2024年5月）
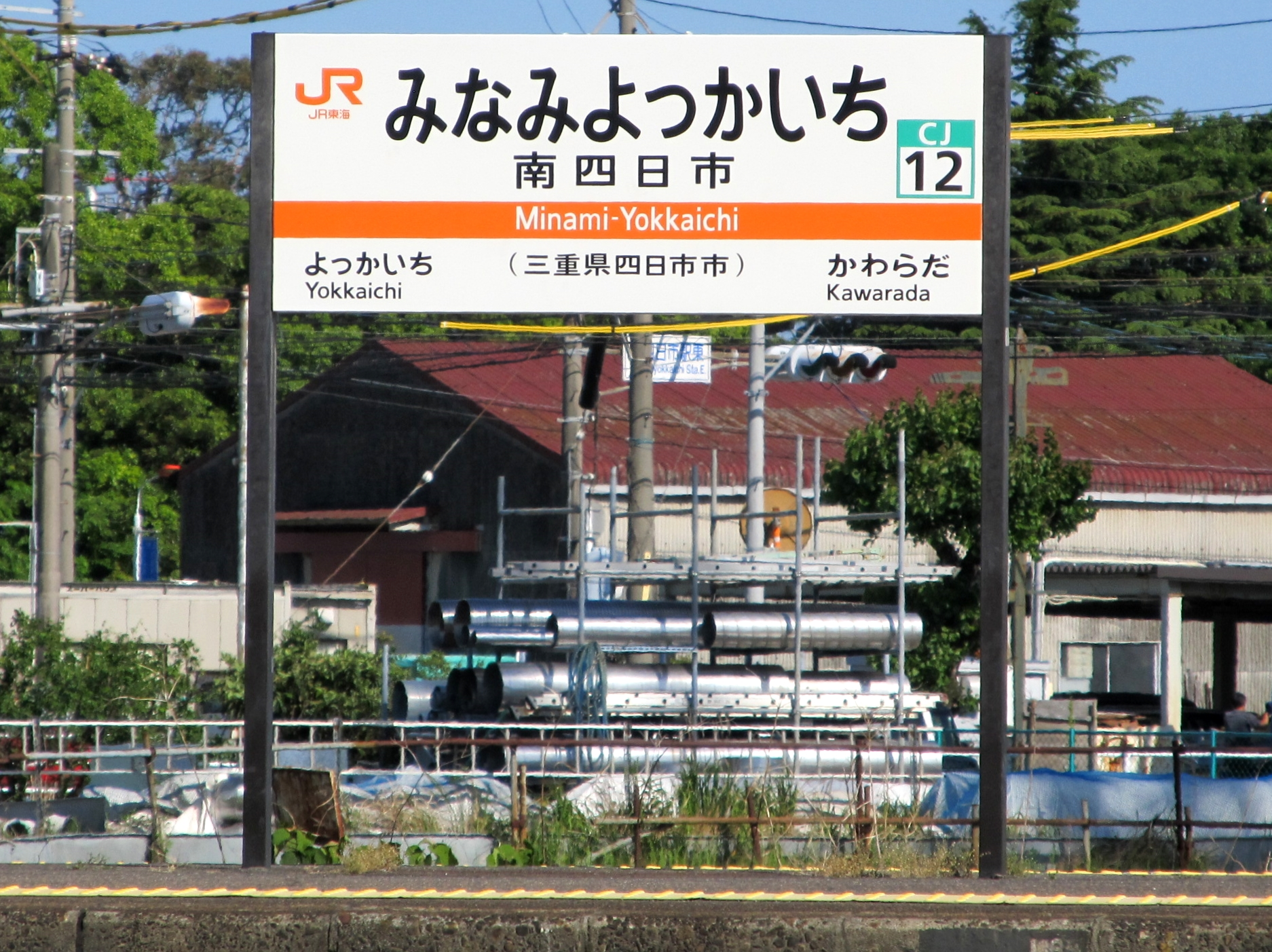
駅名標（2024年5月）

### 貨物取扱・専用線

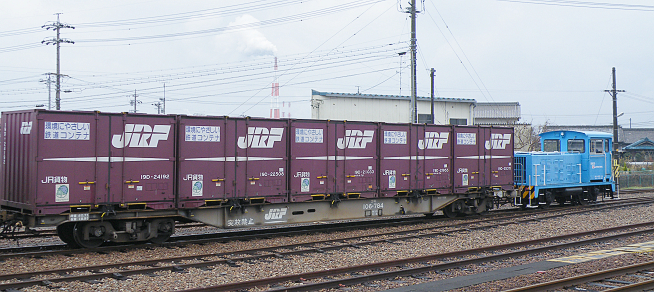
専用線の貨物列車（2009年1月）

JR貨物の駅は車扱貨物の臨時取扱駅であり、定期貨物列車の発着はない。
かつては、駅南方にあるJSR（旧・日本合成ゴム）四日市工場への専用線があり、合成ゴムのコンテナ輸送が行われていた。この専用線ではタキ7900形などのタンク車によるラテックス輸送も行われていたが、2001年（平成13年）に四日市駅発送のコンテナ輸送に切り替えられた。2006年（平成18年）3月改正の時点では四日市方面との間に高速貨物列車・専用貨物列車各1往復が設定され、2008年（平成20年）3月改正から高速貨物列車のみに減便されるが2010年（平成22年）3月改正までその状態で推移していた。2011年（平成23年）3月改正で定期列車の設定がなくなり、以降は臨時列車扱いとしてしばしば運行されていたが、2018年（平成30年）5月31日をもって運行および専用線の運用を終了した。
このほかにも、JSR四日市工場の南にある三菱化学四日市事業所川尻工場、駅の北側にある三菱ガス化学四日市工場への専用線もそれ以前に存在した。そのうち三菱ガス化学専用線では過酸化水素輸送が行われ、タム8000形などのタンク車、2003年（平成15年）以降はコキ200形に積載したタンクコンテナが専用線を出入りしていたが、2007年（平成19年）に専用線が廃止された。

## 利用状況

### JR東海
「三重県統計書」によると、1日の平均乗車人員は以下の通りである。
| 年度   | 一日平均 乗車人員 |
| ------ | ----------------- |
| 1998年 | 517               |
| 1999年 | 531               |
| 2000年 | 558               |
| 2001年 | 562               |
| 2002年 | 556               |
| 2003年 | 572               |
| 2004年 | 596               |
| 2005年 | 611               |
| 2006年 | 629               |
| 2007年 | 662               |
| 2008年 | 665               |
| 2009年 | 630               |
| 2010年 | 608               |
| 2011年 | 536               |
| 2012年 | 507               |
| 2013年 | 522               |
| 2014年 | 537               |
| 2015年 | 579               |
| 2016年 | 588               |
| 2017年 | 629               |
| 2018年 | 651               |
| 2019年 | 715               |
| 2020年 | 625               |
| 2021年 | 685               |
| 2022年 | 739               |
| 2023年 | 729               |

### JR貨物
2018年（平成30年）度の発送貨物は7,510トン、到着貨物は1,880トンであった。

## 駅周辺

### 主な施設
- 三重県立四日市工業高等学校
- 海星高等学校
- 大橋学園高等学校
- イオンタウン四日市泊
- 味の素東海事業所
- パナソニック四日市事業所・南工場
- 三菱ガス化学四日市工場
- JSR四日市工場
- JSP四日市第一工場
- 海山道駅 - 近鉄名古屋線
- 泊駅 - 四日市あすなろう鉄道内部線
- ホテルルートイン南四日市

### バス路線
「JR南四日市」停留所にて、三重交通バス（四日市市自主運行バス）が運行する路線が発着する。
- 92系統：県立総合医療センター・高花平 / 海星中学・高校前 / 磯津

## 隣の駅
東海旅客鉄道（JR東海）
CJ 関西本線
■快速「みえ」
通過
■快速・■区間快速・■普通
四日市駅 (CJ11) - 南四日市駅 (CJ12) - 河原田駅 (CJ13)